# Dong Xue
Dans ce nom chinois, le nom de famille, Dong, précède le nom personnel.
Pour les articles homonymes, voir Dong.
Dong Xue, née le 17 août 1986 à Jilin, est une biathlète chinoise.

## Biographie
Aux Championnats du monde junior 2002, elle remporte les titres du sprint, de la poursuite et du relais.
Elle fait ses débuts en Coupe du monde en janvier 2004 et y marque ses premiers points dès cet hiver. C'est lors de la saison 2006-2007, qu'elle se rapproche du haut des classements, terminant pour la première fois dans le top à Hochfilzen (7e), lieu où elle monte aussi sur son premier de quatre podiums en relais.
Son meilleur résultat aux Championnats du monde est une 6e place en relais en 2007.
Sa dernière saison dans l'élite a lieu en 2010-2011.

## Palmarès

### Championnats du monde
| Épreuve / Édition                | Individuel | Sprint | Poursuite | Départ en masse | Relais | Relais mixte                     |
| Mondiaux 2004 Oberhof            | 74e        | 49e    | LAP       | -               | -      | Épreuve inexistante à cette date |
| Mondiaux 2005 Hochfilzen         | 56e        | -      | -         | -               |        | Épreuve inexistante à cette date |
| Mondiaux 2007 Antholz-Anterselva | 54e        | -      | -         | -               | 6e     | 7e                               |
| Mondiaux 2008 Östersund          | 61e        | 41e    | 37e       | -               | 14e    | -                                |
| Mondiaux 2009 Pyeongchang        | 58e        | 99e    | -         | -               | 7e     | -                                |

Légende :

 : épreuve inexistante

- : n'a pas participé à l'épreuve

### Coupe du monde
- Meilleur classement général : 24e en 2007.
- Meilleur résultat individuel : 6e place.
- 4 podiums en relais : 1 deuxième place et 3 troisièmes places.

#### Différents classements en Coupe du monde
| Année     | Classement général final | Sprint | Poursuite | Individuel | Mass start |
| 2003-2004 | 56e                      | 55e    | 59e       | -          | -          |
| 2004-2005 | 73e                      | -      | 55e       | -          | -          |
| 2005-2006 | 52e                      | 48e    | 61e       | 48e        | 42e        |
| 2006-2007 | 24e                      | 18e    | 22e       | 32e        | 32e        |
| 2007-2008 | 32e                      | 30e    | 36e       | 32e        | 37e        |
| 2008-2009 | 47e                      | 50e    | 50e       | 59e        | 36e        |
| 2009-2010 | 77e                      | -      | -         | 46e        | -          |

### Autres
Elle a été triple championne du monde juniors en Italie en 2002 (sprint, poursuite, relais).